# Tullo Massarani

Tullo Massarani (Mantova, 4 febbraio 1826 – Milano, 3 agosto 1905) è stato uno scrittore, artista e politico italiano.

## Biografia
Tullo Massarani nacque a Mantova il 4 febbraio 1826 da Giacobbe ed Elena Fano, membri di una ricca famiglia di possidenti ebrei che, secondo le ricerche di Marco Mortara e Alessandro d'Ancona, si era stabilita nel marchesato di Mantova nel XVI secolo, dopo avere abbandonato l'Aragona nel periodo di intolleranza che caratterizzò i regni iberici nel XV secolo. Nel XVII secolo, un membro della famiglia, Abramo Massarani, autore del libro L'esilio e il riscatto (1634), difese la comunità ebraica di Mantova dall'accusa di avere diffuso la peste a seguito del sacco di Mantova del 1630. L'ascesa della famiglia Massarani si verificò a partire dagli ultimi decenni del XVIII secolo, quando Giuseppe II d'Asburgo-Lorena emanò, tra 1781 e 1785, una serie di editti di tolleranza (Toleranzpatent) che estese, entro i confini dei possedimenti asburgici, la libertà religiosa a Luterani, Calvinisti, Ortodossi ed Ebrei.
Fu allievo di Domenico Induno e dipinse i quadri: Le terme d'Alessandria scaldate coi libri (1873), Castellana e vassalla (1876), Messaggio d'amore (1881) e La schiava delle colombe (1885).
Fu consigliere provinciale di Milano per 28 anni, consigliere comunale per oltre 30, deputato.
Fu il primo Senatore ebreo nel Regno d'Italia: fu nominato da Vittorio Emanuele II il 15 maggio 1876.
Nel 1878 fu nominato presidente del I Gruppo dell'Esposizione universale di Parigi e della Giuria Mondiale di Belle Arti. Nelle settimane immediatamente seguenti alla nomina, scrisse L'Arte a Parigi, un'opera critica nella quale proponeva, oltre all'elencazione dei lavori esposti durante il grande evento, un'attenta analisi delle linee essenziali dell'evoluzione delle Belle Arti in Francia. Il suo saggio riscosse un notevole successo e, l'anno seguente, fu nominato socio corrispondente dell'Istituto di Francia.
È stato il fondatore della SIA (poi SIAE, Società Italiana degli Autori ed Editori). Nel 1878, in occasione dell'Expo di Parigi, aveva partecipato al Congrès littéraire international, condividendo le proprie posizioni con De Amicis, Cesare Correnti, Emilio Treves, Edoardo Sonzogno e Victor Hugo. Nel 1882, a seguito del III Congresso drammatico e del Congresso letterario promosso dall'Atli (poi Associazione italiana editori), Tullo Massarani fu nominato presidente della neonata SIA e mantenne tale incarico fino al 1886.
Scrisse l'opera  artistico-letteraria L'Odissea della donna, considerata da molti studiosi il suo capolavoro, assieme a Esmea, novella in ottava rima.
Dopo la morte di Carlo Tenca e di Cesare Correnti si occupò della raccolta e della pubblicazione di molti loro scritti politici e letterari.

## Opere
- Quelques mots sur la defense de Venise, Paris, Amyot, 1849.
- L'arte a Parigi, Roma, Tip. Forzani, 1878.
- L'Art à Paris, Paris, Renouard, 1880.
- Il libro di Giada, echi dell’estremo Oriente, recati in versi italiani, secondo la lezione di Mma J. Walter, Firenze, Successori Le Monnier, 1882.
- L'Odissea della Donna, Roma, Forzani, 1893.
- Come la pensava il dottor Lorenzi. Confidenze postume di un onesto borghese, Roma, Forzani, 1894.
- Poesie scelte di Elisabetta Barrett Browning, Milano, Treves, 1898.
- Storia e fisiologia dell'arte di ridere. Favola, fiaba, commedia, satira, novella, prosa e poesia umoristica, Milano, Ulrico Hoepli, 1900-1902. Comprende:

1. L'antichità e il Medio Evo, 1900
2. Dal Risorgimento delle lettere in Europa all'apogeo e alla decadenza, 1901
3. Nel mondo moderno, 1902
- Edizione postuma delle opere di Tullo Massarani, Firenze, Successori Le Monnier, 1906-1911. Comprende:

1. Studi civili
Carlo Tenca e il pensiero civile del suo tempo, 1907
Cesare Correnti nella vita e nelle opere. Introduzione a una edizione postuma degli scritti scelti di lui in parte inediti o rari, 1907
Come la pensava il dottor Lorenzi. Confidenze postume di un onesto borghese, 1907
2. Studi letterari e artistici
L'arte a Parigi, a cura di Giulio Natali, 1909
Saggi critici, a cura di Giulio Natali, 1909
Diporti e veglie, a cura di Giulio Natali, 1910
Fronde sparte, a cura di Giulio Natali, 1911
3. Saggi poetici
Sermoni e rime, a cura di Augusto Serena, 1909
Il Libro di giada. Echi dell'Estremo Oriente recati in versi italiani secondo la lezione di m.ma J. Walter, a cura di Augusto Serena, 1909
4. Ricordi
Illustri e cari estinti. Commemorazioni ed epigrafi, scelte ordinate e postillate da Raffaello Barbiera, 1907
Ricordi cittadini e patriottici, scelti ordinati e postillati da Raffaello Barbiera, 1908
- Una nobile vita, Firenze, Successori Le Monnier, 1909 (due volumi).